# Krassimir Avramov
Krassimir Avramov é um cantor bulgaro.

## Festival Eurovisão da Canção
Krassimir Avramov concorreu ao festival de selecção nacional da música bulgara para a Eurovisão, da qual saiu vencedor, e irá em Maio a Moscovo, para representar a Bulgária no Festival Eurovisão da Canção 2009.